# Ivan Vasilyevich đổi nghề
Ivan Vasilyevich đổi nghề (tiếng Nga: Иван Васильевич меняет профессию) là phần cuối cùng trong chuỗi bộ ba phim hài của đạo diễn Leonid Gaidai, trong câu chuyện về những chuyến phiêu lưu của anh chàng Shurik.

## Nội dung
Dựa trên nội dung của vở hài kịch châm biếm Ivan Vasilyevich của Mikhail Bulgakov, khác với hai lần trước, anh chàng Shurik giờ đã là kỹ sư vật lý. Suốt ngày vùi đầu vào công trình nghiên cứu chế tạo một cỗ máy thời gian, Shurik gần như bỏ mặc cô vợ Zina chạy theo tay đạo diễn Yakin giàu có.
Thế rồi mọi chuyện trở nên rắc rối khi cỗ máy được hoàn thành, nó đã vô tình tạo nên một màn sương mỏng trên tường và dẫn chúng ta tới cung điện hắc ám của Sa hoàng Ivan Bạo tàn của thế kỷ XVI. Không chỉ rắc rối càng thêm rắc rối, lợi dụng sự nhốn nháo từ trong ra ngoài, không biết bằng cách nào mà tên trộm hào hoa Georgy Miloslavsky và tay tổ trưởng dân phố Ivan Vasilyevich Bunsha cứng nhắc đã lọt được vào nội tình Hoàng gia, thậm chí họ đã ngồi lên ngai vàng điều khiển chính sự Đế quốc Nga, mà chỉ một tích tắc sai lầm cũng có thể bẻ cong lịch sử nước Nga thời cận đại.
Trong lúc Shurik nhớn nhác đi tìm mua tranzito từ những tay buôn hàng cấm thì Sa hoàng Ivan lại lạc vào thế giới hiện đại, trong căn phòng của Shurik, đối mặt với cuộc sống quá xa lạ, vị Hoàng đế uy vũ của Đế chế Nga trở nên lạc lõng, cô đơn và ngớ ngẩn hoàn toàn...

## Diễn viên
- Aleksandr Demyanenko... Shurik
- Yuri Yakovlev... Ivan Hung đế/Ivan Vasilyevich Bunsha
- Leonid Kuravlyov... tên trộm Georgy Miloslavsky
- Natalia Selezneva... Zina (vợ Shurik)
- Natalia Krachkovskaya... Uliana Andreyevna (vợ Bunsha)
- Vladimir Etush... Anton Semenovich Shpak (hàng xóm)
- Mikhail Pugovkin... Đạo diễn Yakin
- Natalia Kustinskaya... nhân tình của Yakin
- Sergey Filippov... Sứ thần Thụy Điển
- Savely Kramarov... tu sĩ
- Eduard Bredun... tay buôn hàng cấm
- Natalia Gurzo... y tá chữa răng cho Shpak
- Nina Maslova... Hoàng hậu Marfa
- Viktor Uralsky... Thượng sĩ Cảnh sát
- Leonid Gaidai... Trợ lý ánh sáng của Yakin

## Ê-kíp
- Âm nhạc: Aleksandr Zatsepin
- Thiết kế sản xuất: Yevgeny Kumankov